# Fonte (storiografia)
Nelle discipline storiche per fonte si intende - secondo la sintetica definizione di Paul Kirn - «ogni testo, oggetto o manufatto da cui si può ricavare una conoscenza del passato»; più in generale possono chiamarsi fonti «tutti i resti del passato, materiali o immateriali, scritti o non scritti, prodotti intenzionalmente da chi ci ha preceduto per lasciare memoria di sé e delle proprie azioni, o risultato meccanico delle varie attività umane».
Per definizione quindi ogni fonte è oggetto di ricerca da parte degli storici. Il primo passaggio della ricerca storica è l'esame della "raccolta delle fonti", ossia dell'insieme delle fonti disponibili su un dato argomento; la raccolta non è in genere operata dal solo storico professionista, ma è basata sul lavoro di altre figure professionali quali gli archeologi, i genealogisti, i paleografi, i numismatici, eccetera: per il lavoro di ricerca è fondamentale disporre di raccolte di fonti metodicamente ordinate e selezionate, per arrivare a una valutazione ragionevole dei fatti.
Alla raccolta segue la critica: la critica delle fonti è stata introdotta, tra gli altri, da Johann Gustav Droysen e Barthold Georg Niebuhr nelle discipline storiche, e sviluppata da Ernst Bernheim; si interessa in primo luogo di valutare l'autenticità di una fonte, successivamente di verificarne l'affidabilità, e ciò tramite metodi complessi che integrano numerose conoscenze, oggi sempre più interdisciplinari. Anche la storia della critica, ovvero il susseguirsi delle interpretazioni date nel tempo di una determinata fonte, come pure la storia degli interventi umani che l'abbiano deformata (la cosiddetta "tradizione"), rivestono un'importanza fondamentale nell'inquadramento della fonte stessa.

## Classificazione delle fonti
L'ordinamento di una fonte in un gruppo di fonti può essere talvolta difficile, dato che in grande misura dipende dal quesito che il ricercatore si pone al momento, pertanto una certa fonte può talvolta non essere facilmente inquadrabile in un gruppo generale. Numerosi sono stati i tentativi di classificazione sistematica delle fonti, e mai del tutto esaustivi, tanto che Benedetto Croce criticava tale possibilità teorica, contentandosi di comprendere ogni traccia del passato sotto la definizione di "documento".

### Forma esteriore

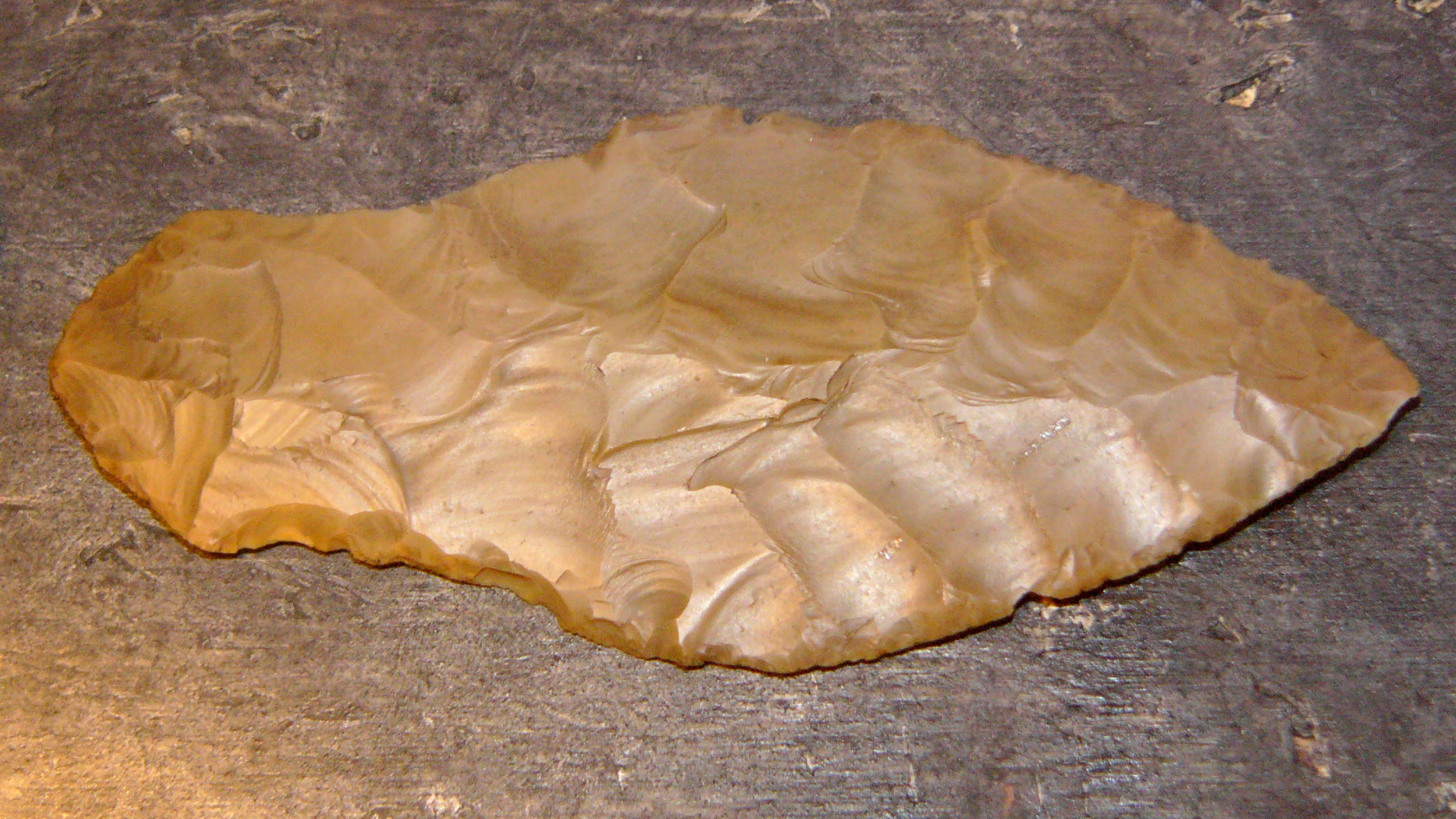
Selce lavorata: una delle più antiche fonti materiali della cultura umana.

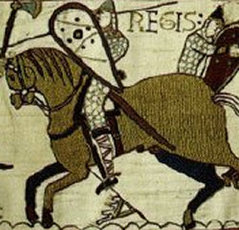
L'arazzo di Bayeux (XI secolo, dettaglio), una famosa e fondamentale fonte iconografica.

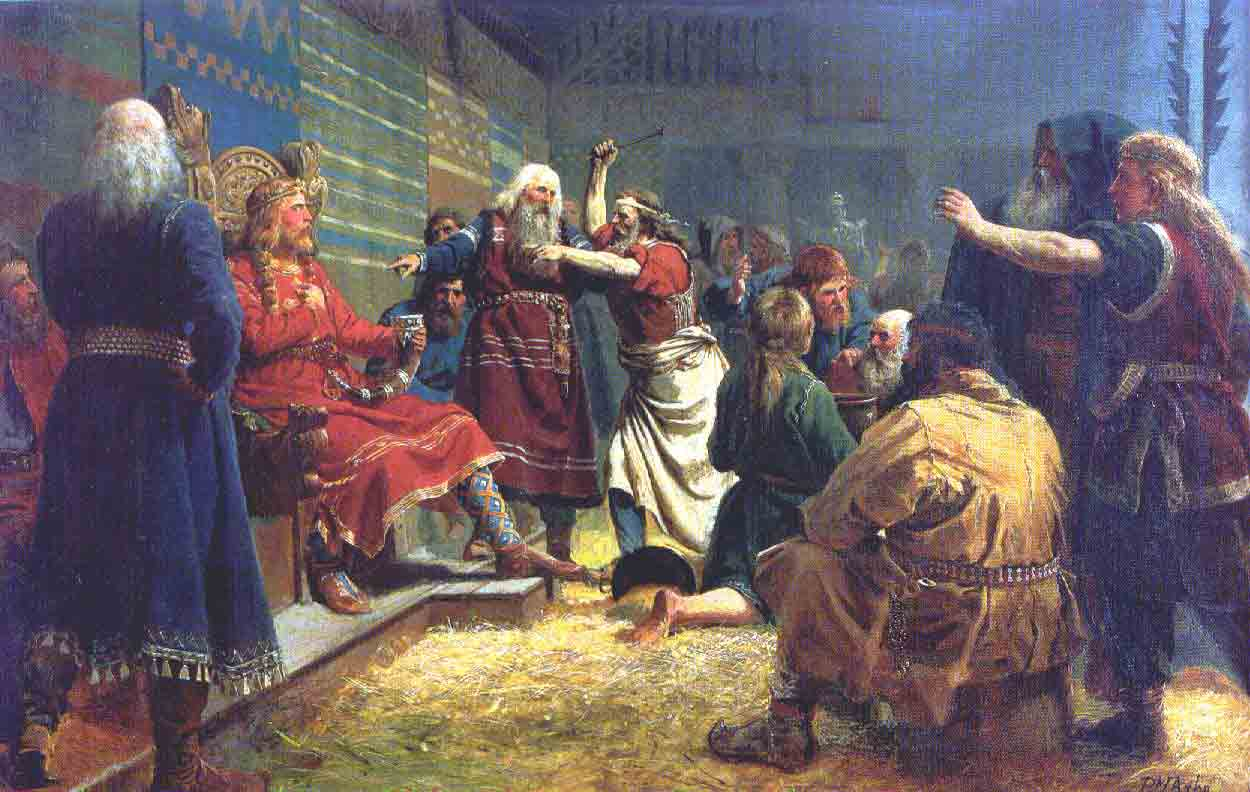
Dipinto di Peter Nicolai Arbo: questa rappresentazione del re norvegese Haakon I non costituisce una fonte per il X secolo, ma per come un pittore del XIX secolo si raffigurava Haakon.

In linea di principio, badando alla forma, si può distinguere tra fonti materiali, fonti iconografiche, fonti astratte e fonti testuali, ma i criteri di classificazione e nomenclatura possono cambiare a seconda degli autori.
Fonti materiali sono ad esempio oggetti artistici o artigianali, monete, strumenti di lavoro od oggetti di uso quotidiano, come una punta di freccia o un aratro. Tali fonti sono spesso oggetto di studio di sub-discipline storiche o affini alla storia, come l'archeologia o le varie scienze ausiliarie.
Fonti iconografiche sono rappresentazioni profane o artistiche; un dipinto è un oggetto concreto (e in quanto tale oggetto di studio), ma ha importanza anche quanto vi è rappresentato. La storia dell'arte utilizza le fonti iconografiche e l'arte figurativa come fonti di informazioni per descrivere la realtà sociale. Oltre ai dipinti e alle sculture, in tempi più recenti sono comparse fonti fotografiche, audio e video.
Fonti astratte o "fatti" o "resti astratti": non sono tangibili, ma sono vissuti attraverso la realtà sociale. Ahasver von Brandt le definisce come «istituzioni superstiti o tradizionali». Ad esempio si può citare la lingua malgascia come retaggio della provenienza asiatica, e non africana, degli attuali abitanti del Madagascar. Allo stesso modo è una fonte astratta una festa popolare, che si celebra in un certo villaggio da un lungo periodo.
Fonti scritte o fonti testuali: sono originariamente legate ad un certo materiale di scrittura, possono tuttavia procederne separatamente, e sono le più importanti e significative, almeno dal punto di vista dello storico. Tra loro si annoverano lettere, biografie, diari, cronache, annali, giornali, pamphlet e opere letterarie in genere, globalmente chiamate fonti narrative, e consistenti in rielaborazioni di dati di fatto in veste letteraria, ad opera di uno o più autori non necessariamente coevi fra loro e ai fatti medesimi. Un altro gruppo è quello delle fonti documentarie, di natura assai variegata: diplomi di re e imperatori, bolle papali, carteggi diplomatici, atti amministrativi, statistiche, donazioni, rogiti notarili, inventari, registri contabili, eccetera; quantitativamente tali fonti crescono nella nostra disponibilità con l'avanzare verso la modernità, sia per una migliore conservazione, sia per un aumento della loro produzione in seguito a nuovi fenomeni socio-economici.
Possono costituire un problema interpretativo maggiore le fonti originariamente tramandate per via orale, basate sulla memoria, nate quindi sulla base di dichiarazioni orali e solo in seguito fissate per iscritto.

### Vicinanza agli eventi
Le fonti possono essere valutate anche in base alla vicinanza della loro creazione alla data degli eventi (ovvero: «fonti originali» e «fonti derivate»), o alla vicinanza del loro creatore agli eventi stessi: fa differenza se si descrive un evento lo stesso giorno sul proprio diario o anni dopo nelle proprie memorie.

### Fonti primarie, secondarie e terziarie
Dalle fonti (ad esempio un documento originale antico, o medievale) va sempre distinta la letteratura secondaria, ossia la produzione che dallo studio e dalla critica di quelle deriva.
I confini tra fonti e letteratura secondaria possono diventare labili in alcune circostanze, ad esempio perché quale sia la fonte e quale la letteratura secondaria dipende dall'obiettivo della ricerca o dalle intenzioni del ricercatore: uno storico dell'antichità, che si interessi del sistema politico dell'antica Roma, leggerà il Römisches Staatsrecht di Theodor Mommsen come letteratura specialistica (è ormai datato e non rappresenta la moderna dottrina storica, ma è comunque importante letteratura secondaria); dal punto di vista di questo storico dell'antichità Mommsen è quindi un collega. Invece, se uno storico della scienza legge il Römische Staatsrecht perché compie una ricerca sugli scritti e il pensiero di Mommsen stesso (o in generale sulla storiografia dell'antichità del XIX secolo), egli intende il Römische Staatsrecht come una fonte: Mommsen diviene quindi per lo storico della scienza un oggetto di ricerca.
Una fonte secondaria può essere a volte imprescindibile per indagare il contenuto di una fonte primaria andata perduta.
Un lavoro di compendio e riassunto di fonti secondarie, quali una bibliografia, un catalogo, un dizionario, un'enciclopedia, un almanacco, un manuale scolastico e così via, può costituire un ulteriore tipo di fonte - la cosiddetta fonte terziaria - il cui scopo è fornire una base di conoscenza accertata e scevra da necessità interpretative: in ambito chimico il CRC Handbook of Chemistry and Physics e in ambito medico il Merck Manual of Diagnosis and Therapy sono due esempi di autorevoli fonti terziarie le cui asserzioni non sono supportate da citazione di fonti, poiché di per se stesse autoevidenti o dotate di autorità propria in quanto soggette a largo consenso ed iterazione; le fonti terziarie quasi sempre riportano una breve bibliografia allo scopo di orientare il lettore verso altre più importanti e approfondite fonti di informazione. Una fonte terziaria può essere concepita come orientamento e punto di partenza per una ricerca, ma non è corretto attingere esclusivamente ad essa, né citarla come fonte nella bibliografia di un lavoro accademico.
La classificazione tripartita non è contemplata da tutti gli autori, preferendo alcuni riferirsi comunque ai compendi e simili come fonti secondarie.

### Avanzi e tradizione

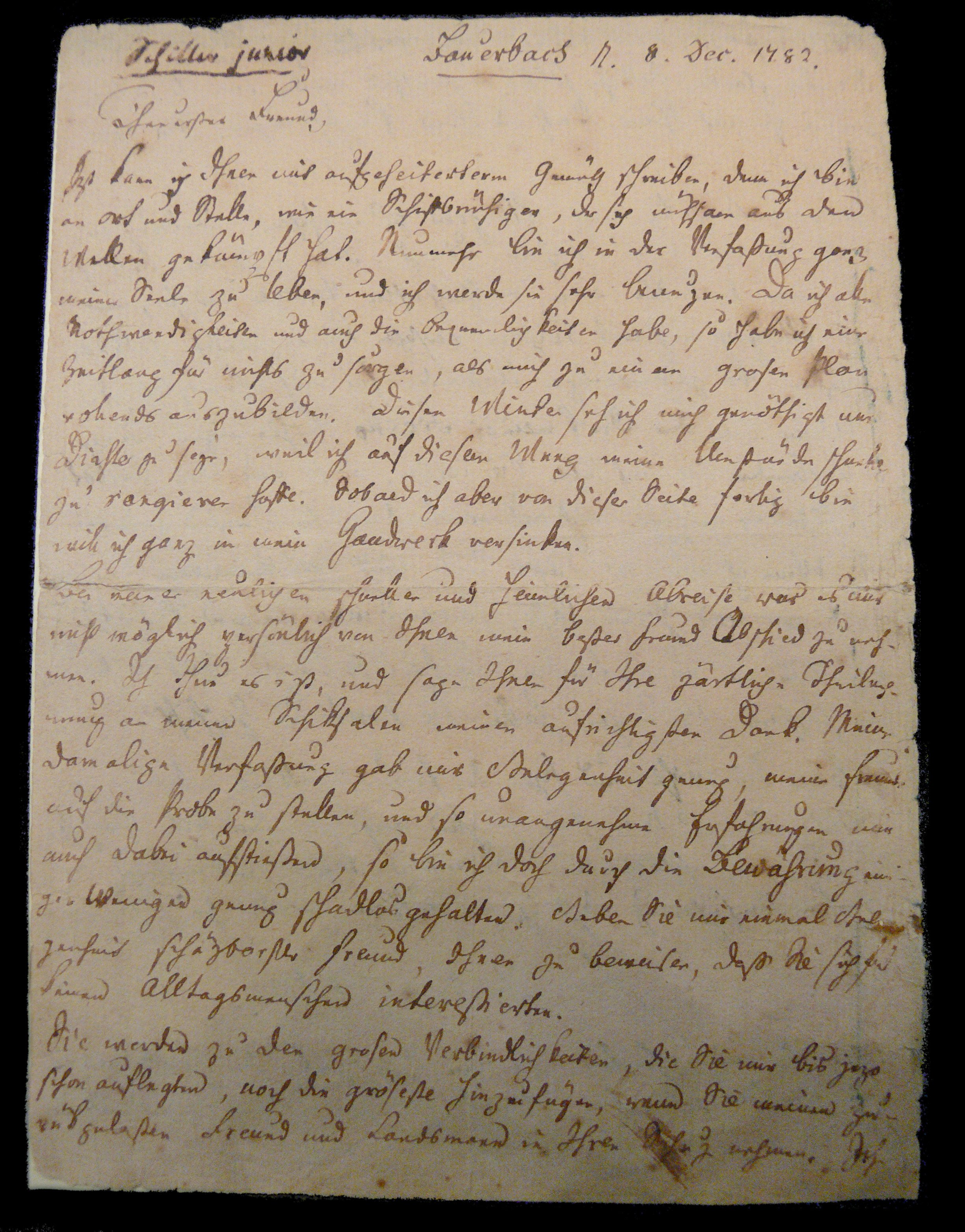
Lettera di Friedrich Schiller, 1782.

Questa classificazione, originariamente elaborata da Johann Gustav Droysen e in seguito modificata da Ernst Bernheim, definisce:
- "Avanzi" (Überreste) propriamente detti: "Tutto ciò che rimane direttamente dagli eventi", non prodotto per tramandare un ricordo di sé ma per utilità diverse, scevre da ogni idea di ricordo; e "monumenti" (Denkmäler), in cui l'autore ha avuto l'intenzione di informare altri uomini su qualcosa. Un avanzo è ad esempio una fattura commerciale, prodotta in seguito ad una transazione tra due mercanti: non ha quindi un carattere di memoria, ma per gli storici può servire come fonte.[12]
- "Tradizione" (Tradition): "Tutto ciò che rimane dagli eventi, elaborato e riprodotto dall'uomo" col chiaro proposito di costituire una memoria e una fonte[13], a sua volta distinta in tradizione figurata, orale e scritta.

Tale suddivisione si deve comunque considerare come meramente pratica, e non sempre calzante: ad esempio uno scritto politico può avere, ancora prima che l'intento di tramandare qualcosa ai posteri, un più immediato fine mistificatorio o apologetico; gli stessi Droysen e Bernheim oscillano talvolta nell'applicare le classificazioni proposte.
L'avanzo è generalmente considerato più affidabile rispetto alla tradizione, perché un oratore, uno scrittore o uno storico possono sbagliarsi o mistificare, benché, per rimanere nell'esempio precedente, una fattura non è in assoluto affidabile in quanto può essere semplicemente errata, o emessa con intenzione fraudolenta; l'avanzo per sua natura si produce inoltre non molto dopo l'evento, mentre la tradizione può riferirsi anche ad un passato molto lontano da sé. Secondo von Brandt vanno ascritte alla categoria degli "avanzi" tutte le fonti materiali, come le costruzioni o i resti anatomici.
La classificazione può ulteriormente dipendere dall'obiettivo specifico di una particolare ricerca storica: una lettera da parte della persona A informa la persona B circa un evento, quindi per quel che riguarda l'evento la lettera è una tradizione; d'altra parte la stessa lettera è un avanzo del fatto che la persona A ha comunicato alla persona B, in un dato momento, una propria interpretazione di un determinato evento.
Detto altrimenti: se lo storico si interessa dell'evento la lettera è una tradizione, se si interessa dei rapporti tra A e B la lettera è un avanzo.

### Altri ambiti
Nell'ambito delle scienze mediche il significato attribuito al termine "fonte" è differente: basandosi il moderno metodo scientifico sulla ricerca e la revisione paritaria, sono definite fonti le pubblicazioni scientifiche, includendo in queste gli articoli apparsi su riviste scientifiche, i manuali, i libri di testo, i rapporti di organizzazioni scientifiche o governative. Cambia anche ciò che si intende con fonti primarie, secondarie e terziarie: fonti primarie sono gli studi pubblicati su una rivista scientifica in seguito a ricerca; fonti secondarie sono le sintesi o i sommari degli studi originali, condotti eventualmente in altre sedi, come una monografia; fonti terziarie (non chiaramente distinguibili a volte dalle secondarie) sono le revisioni sistematiche e le revisioni critiche degli articoli scientifici.
Demografia ed economia basano buona parte del proprio lavoro sui dati statistici, che si considerano quindi come "fonti". Una banca, ad esempio, al momento di stilare un resoconto della propria attività farà uso dei propri bilanci e documenti interni come fonti primarie ("dati primari"); una banca centrale potrà servirsene per una propria pubblicazione, che diventerà quindi fonte secondaria, a sua volta a disposizione dei ricercatori che potranno servirsene per un libro, fonte terziaria. "Dati primari" sono anche i dati grezzi risultanti da un'indagine sul campo, come un censimento.
Per quel che riguarda le fonti del diritto tale distinzione è invece gerarchica, a partire dalle leggi statali - fonti primarie - a scendere sino ai regolamenti ministeriali e ai regolamenti subordinati alle fonti secondarie.

## Lavoro sulle fonti

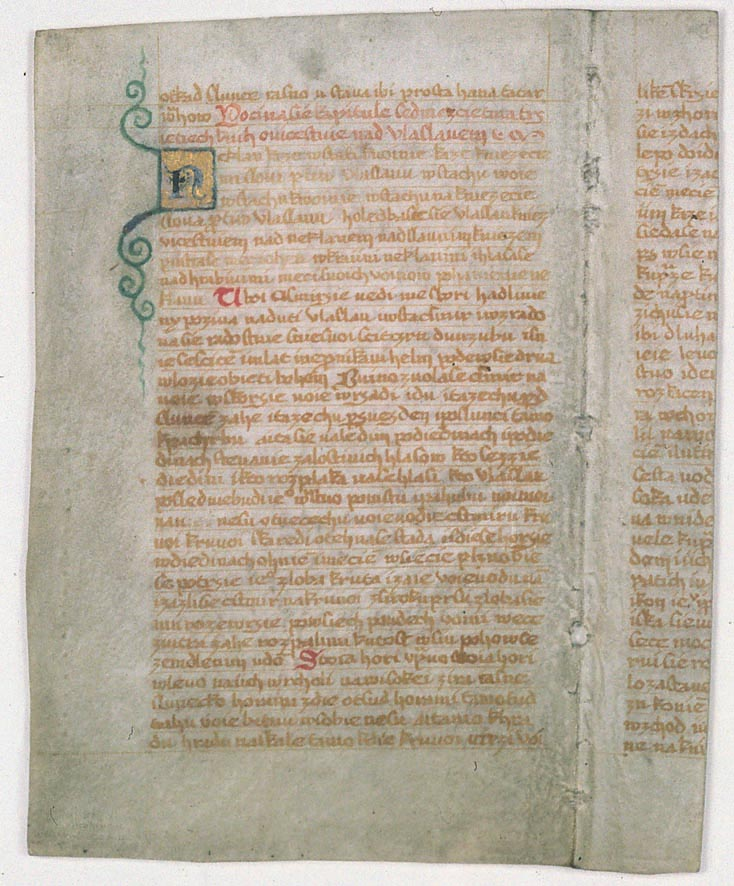
Pagina del Königinhofer Handschrift, preteso manoscritto medievale, in realtà un falso prodotto nel XIX secolo dal filologo Václav Hanka

La selezione e l'interpretazione delle fonti, ed infine il loro utilizzo in una determinata pubblicazione, devono seguire alcune regole codificate, sia in ambito scientifico che storico-umanistico. Per maggiore comodità e per la loro superiore importanza in molti ambiti della ricerca, si farà riferimento di seguito alle fonti testuali, ma i criteri generali di trattamento non variano col variare della tipologia di fonte.

### Raccolta
Per essere utilizzabile una fonte dovrà innanzitutto essere isolata dalle altre, cioè dalla massa di informazioni che sotto ogni forma giungono dal passato: per esse è stato affermato un "dovere al documento" – l’imperativo di custodia e tutela delle carte storiche, che la risoluzione 2382(2021) dell'Assemblea parlamentare del Consiglio d'Europa lega al diritto alla conoscenza dei cittadini – a carico di tutti coloro che svolgono funzioni pubbliche; se per alcune fonti il ricercatore potrà "sul campo" fungere da raccoglitore delle stesse (ad esempio per quel che riguarda la memorialistica orale), il più delle volte -se non inedita- la fonte sarà andata incontro a un "pretrattamento" per essere fruibile, vale a dire il suo ordinamento in un archivio o in una raccolta (se documentaria), la sua catalogazione (se materiale), tacendo del lavoro preliminare (a seconda della tipologia) di filologi, diplomatisti, numismatici, antropologi, archeologi e così via per giungere a una sua presentazione accettabile, o quantomeno plausibile.
Le fonti testuali antiche e medievali a partire dall'Umanesimo e poi con la grande tradizione erudita del Settecento iniziarono ad essere analizzate e raccolte in maniera rigorosa: le grandi serie di pubblicazioni si sono protratte per molti anni, talvolta molti decenni, occupando generazioni di studiosi, come il Corpus Inscriptionum Latinarum, le Fonti per la storia d'Italia, i Monumenta Germaniae Historica o il Rerum Italicarum scriptores. Alcune, tra riedizioni ed aggiunte, sono tuttora attive.

### Critica
Uno storico deve aver fatto alcune considerazioni prima di utilizzare una fonte. La critica delle fonti  deve rispondere necessariamente ad alcuni quesiti, stabilendo ad esempio se la fonte è autentica, chi l'ha prodotta, dove, e in quale contesto.
Una fonte è indispensabile sia sempre utilizzata in combinazione con altre fonti e classificata in rapporto a quelle, sia per determinarne l'autenticità ed affidabilità, che per costituire un repertorio utile.

#### Fase filologica
In primo luogo è necessario accertarsi dell'autenticità formale di un documento, ovvero se esso sia stato effettivamente il prodotto di un determinato autore, nel tempo e nel luogo dichiarati; in breve se sia formalmente vero o piuttosto, in tutto o in parte, opera di un falsario.
Prima fase è il cosiddetto esame estrinseco, particolarmente importante di fronte ai manoscritti: analisi della scrittura, della materia scrittoria (carta, papiro, pergamena), delle formule stilistiche (formule di saluto, sistemi di datazione e così via), della lingua utilizzata. Ogni elemento - posto in raffronto con le conoscenze già acquisite - deve essere coerente con l'epoca, il luogo e il compositore. Non sempre l'esame estrinseco da solo permette di definire con certezza l'autenticità di un documento, soprattutto perché non può applicarsi alle copie qualora ne manchi l'originale. L'esame estrinseco perde in parte importanza per i documenti di età moderna, sia per una minore variabilità delle scritture, che per una minore rigidità delle formule, e dove la stessa materia scrittoria risulta più facilmente falsificabile; solo l'analisi stilistica, soprattutto di fronte ad un autore noto e peculiare, può dare qualche risultato.
L'esame intrinseco consiste nel valutare il contenuto di un documento e metterlo in relazione a quanto già accertato, in modo da evidenziare eventuali contraddizioni, non spiegabili altrimenti che con l'opera maldestra o interessata di un falsario.
Un documento riconosciuto come falso non per questo perde completamente il proprio valore di fonte, se non in presenza di un falso prodotto a fini di lucro; nella maggioranza dei casi, invece, il documento falso che nasce per un fine pratico connesso ad un substrato sociale o politico, conserva sul medesimo substrato un proprio contenuto informativo utile al ricercatore: ad esempio la Donazione di Costantino, celeberrimo falso riconosciuto come tale da Lorenzo Valla nel XV secolo, è importantissima fonte sui rapporti tra Stato e Chiesa nell'VIII secolo (quando fu effettivamente composta), e indirettamente nell'XI (quando forse per la prima volta venne utilizzata - da Papa Leone IX - a legittimare pretese temporali).

#### Fase interpretativa generale
Una volta accertata l'autenticità formale di una fonte, si prende in esame il contenuto, per appurare se quanto affermato non sia in contraddizione con fatti già sicuramente noti, in modo da valutarne l'importanza, la credibilità: anche documenti autentici possono infatti contenere travisamenti, errori, parzialità. Per la fase interpretativa non è possibile definire rigide procedure come per la fase filologica, ma «di fronte ad ogni fonte documentaria occorre rendersi conto dei problemi particolari, specifici, che essa pone[...]».